# Capel Bond
Capel Bond (ochrz. 14 grudnia 1730 w Gloucester, zm. 14 lutego 1790 w Coventry)  – angielski organista i kompozytor późnobarokowy.
W 1749 roku wyjechał do Coventry, gdzie został organistą w kościele Saint Michael and All Angels, a od Wielkanocy 1752 w kościele Holy Trinity .
Najprawdopodobniej Bond był płodnym kompozytorem, lecz jedyne jego dzieła jakie dotrwały do naszych czasów i są dziś wykonywane to: Six Concertos in Seven Parts (London, 1766) - sześć koncertów w stylu włoskich concerto grosso i 6 hymnów - Six Anthems in Score (London, 1769). Na obie serie rozpisano subskrypcje, co wskazuje na dużą popularność jego muzyki u mu współczesnych.